# Paul Chenavard

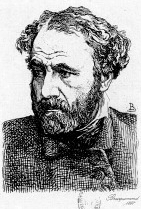
Paul Chenavard by Félix Bracquemond

Paul-Marc-Joseph Chenavard (* 9. Dezember 1807 in Lyon; † 12. April 1895 in Paris) war ein französischer Maler.

## Leben
Chenyavard begann seine künstlerische Ausbildung an der École des Beaux-Arts de Lyon.
Ab dem 19. November 1825 studierte er an der École des beaux-arts de Paris bei Jean-Auguste-Dominique Ingres, Louis Hersent und Eugène Delacroix. Den Zeitraum von 1827 bis 1829 verbrachte er in Italien, wo er den Philosophen Georg Wilhelm Friedrich Hegel kennenlernte. Unter seinem Einfluss widmete er sich der Historienmalerei. Seine Malerei sollte die „Philosophie der Geschichte“ darstellen.

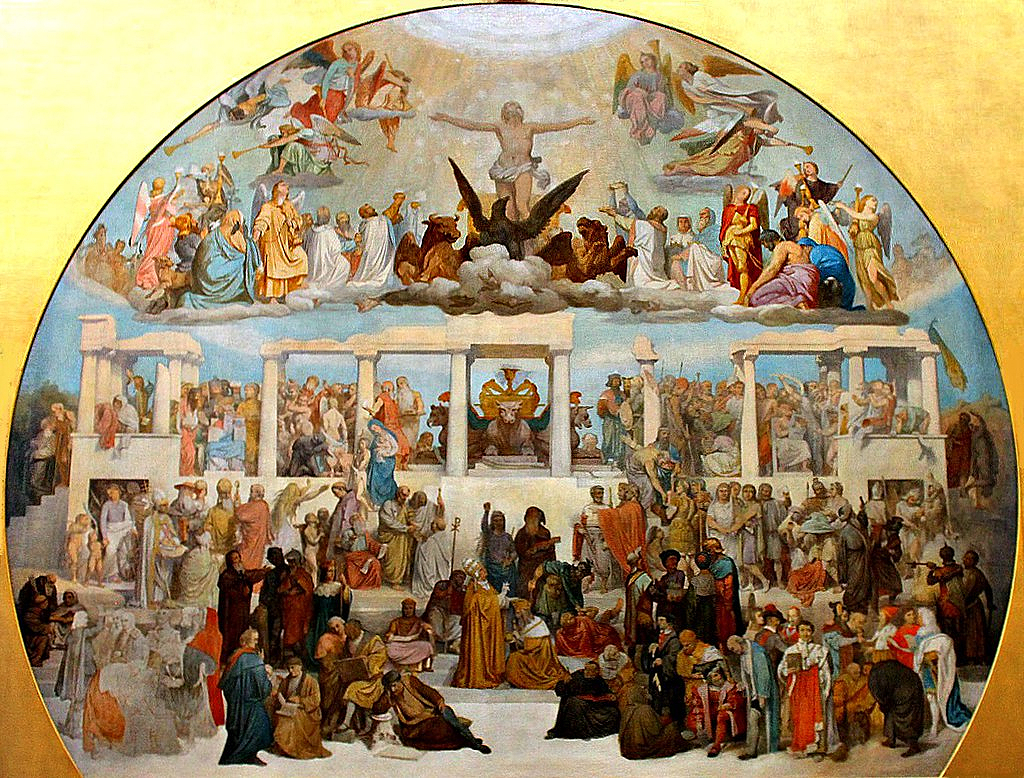
Philosophie der Geschichte

Zurück in Paris studierte er weiter Philosophie, was auch seine Malerei beeinflusste. Beim zweiten Aufenthalt in Italien traf Chenavard Friedrich Overbeck und Peter Cornelius.
Im Jahr 1848 wurde Paul Chenavard vom Innenminister der provisorischen Regierung, Alexandre Ledru-Rollin, offiziell beauftragt, die Innenausstattung des Pantheons in Paris durchzuführen. Im Jahr 1851 wurde die Bestellung storniert, als Napoleon III. das Gebäude der katholischen Kirche übergab. Es blieb u. a. der Entwurf der Mosaik „Philosophie der Geschichte“.
Chenavard wurde im Juli 1853 mit der Ehrenlegion ausgezeichnet. Auf der Weltausstellung Paris 1855 erhielt er eine Medaille.

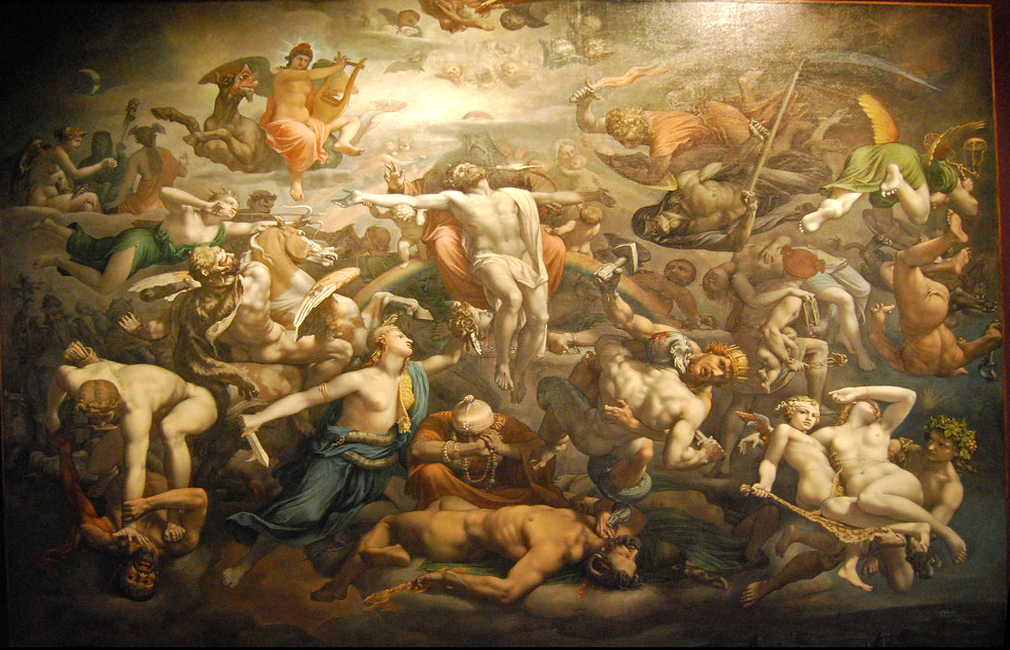
La Divina Tragedia

Er schuf danach eine Reihe philosophisch und religiös geprägter Bilder. Merkwürdigerweise malte er daneben Dutzende erotischer Aquarelle. Das im Salon von 1869 ausgestellte 4 mal 5 Meter große Gemälde „Divina Tragoedia ou la fin des religions“ (Die göttliche Tragödie oder das Ende der Religionen) rief eine heftige Kritik aus. Der Künstler verzichtete seitdem auf die Teilnahme bei den Ausstellungen. Während der Pariser Kommune 1870 trat Chenavard mit 63 Jahren in ein Bataillon der Nationalgarde ein. Nach Kriegsende kehrte Chenavard nach Lyon zurück, wo er im Haus des befreundeten Malers Joseph Guichard lebte. Die letzten Lebensjahre verbrachte er fast blind in einem Pariser Altersheim, wo er starb.